# وستور هیلز (تگزاس)
وستور هیلز، تگزاس(به انگلیسی: Westover Hills, Texas) شهری در ایالت تگزاس از ایالات جنوبی ایالات متحده آمریکا است. در سرشماری سال ۲۰۰۰، جمعیت این شهر ۶۵۸ نفر اعلام شد.